# Гарнааз Сандгу
Гарнааз Каур Сандгу (нар. 3 березня 2000, року в м. Чандігарх, Індія) — індійська модель, переможниця конкурсу «Міс Всесвіт 2021». Сандгу раніше була коронована «Міс Всесвіт Діва-2021» і стала третьою учасницею з Індії, яка виграла «Міс Всесвіт».

## Раннє життя та освіта
Сандгу народилася в селі Когалі в районі Гурдаспур, Пенджаб, неподалік від міста Батала, у батьків Прітампала Сінґга Сандгу і Рабіндера Каура Сангху. Батько — ріелтор, мати — гінеколог, також у неї є старший брат на ім'я Гарнур. Сандгу виховувалася в сім'ї сикхів, а її батько має джатське походження.
У 2006 році сім'я переїхала до Англії, а через два роки повернулася в Індію і оселилася в Чандігарху, де й зростала Сандгу. Вона відвідувала державну школу Шівалік і післядипломний державний коледж для дівчат у Чандігарху. До того, як стати Міс Всесвіт, Сандгу здобула ступінь магістра за спеціальністю «Державне управління».

## Конкурс краси
30 вересня 2021 року Сандгу стала переможницею конкурсу «Міс Всесвіт 2021» від колишньої володарки титулу — Адлайн Кастеліно. Як Міс Діва 2021 Сандгу отримала право представляти Індію на конкурсі Міс Всесвіт 2021, який відбувся 12 грудня 2021 року в Ейлаті, Ізраїль, де вона була коронована як переможниця. Після перемоги стала третьою індійкою, яка здобула титул Міс Всесвіт.